# Gymnostachyum pallens
Gymnostachyum pallens är en akantusväxtart som beskrevs av C. B. Cl.. Gymnostachyum pallens ingår i släktet Gymnostachyum och familjen akantusväxter. Inga underarter finns listade i Catalogue of Life.